# Pandanus lauterbachii
Pandanus lauterbachii är en enhjärtbladig växtart som beskrevs av Karl Moritz Schumann och Otto Warburg. Pandanus lauterbachii ingår i släktet Pandanus och familjen Pandanaceae. Inga underarter finns listade.